# Insulto
Un insulto es un término, expresión o acción que el emisor utiliza con la intención de ofender a otro individuo o colectivo. Qué constituye o no un insulto es difícil de determinar con precisión, ya que se halla sujeto a convencionalismos sociales y culturales.
Generalmente, el insulto es una práctica social desaprobada y rechazada. Con frecuencia el insulto se refiere a la sexualidad, a los progenitores, apariencia, discapacidades físicas o a las capacidades mentales de la persona a quien se dirige el insulto; en resumen, cualquier cosa que pueda ofender o molestar a la persona a quien va dirigido.[cita requerida]
Antropológicamente, qué constituye o no un insulto solamente puede definirse en el nivel émico de las ciencias sociales. También, dentro de la pragmática, y concretamente de la teoría de los actos de habla, puede plantearse qué constituye o no un insulto.[cita requerida]

## Etimología
El verbo latino insultare significa 'asaltar' en sentido propio, es decir que viene de saltus (salto), y 'desafiar', 'insultar', en sentido figurado, por ser un salto que se da contra otra persona.